# Valladolid (Yucatán)
Valladolid egy város Kelet-Mexikóban, a Yucatán-félszigeten, Cancún és Mérida között mintegy félúton. Lakossága 2010-ben kb. 49 ezer fő volt.

## Földrajz

### Fekvése
A város a Yucatán-félsziget északi, Yucatán állam délkeleti részén fekszik egy, a tenger szintje felett körülbelül 20–25 méterrel elterülő sík, karsztos vidéken. Környékét vadon borítja, amelyet kisebb foltokban rétek, legelők tarkítanak. Fontos közlekedési csomópont: itt találkozik a 180-as, a 79-es és a 295-ös főút.

### Éghajlat
A város éghajlata forró és viszonylag csapadékos. Minden hónapban mértek már legalább 36 °C-os hőséget, a rekord elérte a 43 °C-ot is. Az átlagos hőmérsékletek a januári 23,3 és a májusi 29,8 fok között váltakoznak, fagy nem fordul elő. Az évi átlagosan 1099 mm csapadék időbeli eloszlása nagyon egyenetlen: a júniustól októberig tartó 5 hónapos időszak alatt hull az éves mennyiség közel 75%-a.
| Hónap                                   | Jan. | Feb. | Már. | Ápr. | Máj. | Jún. | Júl. | Aug. | Szep. | Okt. | Nov. | Dec. | Év   |
| --------------------------------------- | ---- | ---- | ---- | ---- | ---- | ---- | ---- | ---- | ----- | ---- | ---- | ---- | ---- |
| Rekord max. hőmérséklet (°C)            | 36,0 | 40,0 | 43,0 | 43,0 | 43,0 | 40,0 | 40,0 | 40,0 | 40,0  | 39,0 | 39,0 | 38,0 | 43,0 |
| Átlagos max. hőmérséklet (°C)           | 30,0 | 32,1 | 34,5 | 36,5 | 37,2 | 36,0 | 35,4 | 35,5 | 35,3  | 33,2 | 31,4 | 29,9 | 33,9 |
| Átlaghőmérséklet (°C)                   | 23,3 | 25,0 | 26,8 | 28,7 | 29,8 | 29,6 | 29,1 | 29,1 | 28,9  | 27,4 | 25,3 | 23,7 | 27,2 |
| Átlagos min. hőmérséklet (°C)           | 16,7 | 18,0 | 19,0 | 21,0 | 22,4 | 23,2 | 22,8 | 22,7 | 22,5  | 21,5 | 19,3 | 17,5 | 20,6 |
| Rekord min. hőmérséklet (°C)            | 9,0  | 9,0  | 8,0  | 11,0 | 12,0 | 18,0 | 19,0 | 20,0 | 19,0  | 14,5 | 8,5  | 8,0  | 8,0  |
| Átl. csapadékmennyiség (mm)             | 37   | 30   | 20   | 40   | 68   | 189  | 165  | 161  | 174   | 125  | 44   | 46   | 1099 |
| Forrás: Servicio Meteorológico Nacional |      |      |      |      |      |      |      |      |       |      |      |      |      |

## Története
Valladolidot 1543. május 28-án alapították, ám két év múlva, március 24-én összes lakója elhagyta, és átköltöztek Zacíba. 1546-ban a környéken maja lázadás tört ki, amit azonban a spanyol katonák levertek.
Az időközben újratelepülő falu várossá nőtt, a ciudad rangot 1823. december 13-án kapta meg. 1833-ban itt helyezték üzembe az ország első szövőszékét, Pedro Sáinz de Baranda visszavonult haditengerész tulajdonát. 1840. február 12-én katonai megmozdulás tört ki a városban, amelynek résztvevői követelték Mexikó föderatív átszervezését, egy évvel később pedig az események elvezettek a Yucatáni Köztársaság kikiáltásához.[forrás?] 1848. január 28-án Valladolidot is elérte a kasztok háborúja, emiatt március 14-én a lakók elhagyták a várost. Ugyanezen a napon az indián felkelők kirabolták és felgyújtották a települést. A maják ellen a yucatáni kormány nem tudott hatékonyan fellépni, s Mexikó segítségét kérte, ennek fejében viszont fel kellett oszlatni a köztársaságot.[forrás?]
1885-ben alakult meg a helyi irodalmi intézet, 1906. május 4-én pedig ünnepélyesen felavatták a Valladolidot Méridával összekötő vasútvonalat. 1910. június 4-én fegyveres felkelés tört ki, mivel sokan nem ismerték el Enrique Muñoz Arístegui győzelmét a választáson. Ezt a felkelést a mexikói forradalom első szikrájának is nevezik.

## Látnivalók
A városban: 
- Szent Bernardin-templom - Convento de Sisal. 16. századi templom és kolostorerőd, 1,5 km-re délnyugatra a főtértől
- Szent Szerváciusz-székesegyház, 16. századi templom a főtér mellett
- Museo San Roque, múzeum maja tárgyakkal
- Palacio Municipal (községi palota)

A város környékén: 
- a kútszerű karsztképződmények, a cenoték (Zací, Suytún, X’kekén, Samulhá)
- az ősi maja városok: Ek Balam és Chichén Itzá.
- Balankanché maja barlangterület

## Lakosság
A város lakosságának növekedése 1900-2010 között:
| Valladolid        |       |       |       |       |       |       |       |        |        |        |        |        |        |        |
| Népszámlálás - év | 1900. | 1910. | 1921. | 1930. | 1940. | 1950. | 1960. | 1970.  | 1980.  | 1990.  | 1995.  | 2000.  | 2005.  | 2010.  |
| Népesség          | 4955  | 4319  | 4920  | 5601  | 6402  | 8165  | 9297  | 14 663 | 28 201 | 29 279 | 34 857 | 37 332 | 45 868 | 48 973 |